# Асфау Берхан
Берхан Асфау (нар. 24 серпня 1950, Ефіопія) — ефіопський палеоантрополог зі Служби дослідження Рифтової долини. Відомий (спільно з Тімом Уайтом) знахідкою добре збереженого скелета ардіпітека, а також останків Homo sapiens idaltu (формація Боурі в Ефіопії), який вважається перехідною ланкою до людини сучасного типу Homo sapiens sapiens.
У 1980 році закінчив Аддіс-Абебський університет і Каліфорнійський університет в Берклі в 1989 році.